# Lorenzaccio (film)
Lorenzaccio è un film muto italiano del 1918 diretto da Giuseppe De Liguoro.

## Trama
Il film è tratto dall'omonimo dramma di Alfred de Musset e narra la storia di Lorenzo de' Medici e dell'uccisione del suo compagno di malefatte Alessandro de' Medici. Ma questo evento non servirà a liberare Firenze dalla tirannia della nobile famiglia.